# Arne Tiselius
Arne Wilhelm Kaurin Tiselius (Stoccolma, 10 agosto 1902 – Uppsala, 29 ottobre 1971) è stato un biochimico svedese.

## Biografia
Nato a Stoccolma, in seguito alla morte del padre la sua famiglia si trasferì a Göteborg. Fu qui che Tiselius frequentò gli studi superiori diplomandosi nel 1921; quindi si specializzò in chimica all'Università di Uppsala. Nel 1925 divenne assistente ricercatore presso il laboratorio di Theodor Svedberg e nel 1930 ottenne il dottorato eseguendo studi sull'elettroforesi delle proteine. Da allora fino al 1935 effettuò un gran numero di pubblicazioni sulla diffusione e sull'adsorbimento implicati nel naturale processo di scambio basico ad opera di zeoliti. Ritornato da una esperienza di un anno presso la Università di Princeton, dove continuò ad interessarsi dei fenomeni di diffusione e adsorbimento, tornò ad occuparsi delle proteine e dell'applicazione di metodiche chimico-fisiche in ambito biochimico. Questo campo di ricerca lo portò a sviluppare una metodica di analisi elettroforetica molto efficiente che egli stesso via via affinò negli anni successivi. Questo lavoro valse ad Arne Tiselius il premio Nobel per la chimica nel 1948.
Insegnò all'Università di Uppsala dal 1938 al 1968. Fu presidente della IUPAC durante il periodo 1951-1955. Era sposato e padre di due figli.